# 巣鴨子供置き去り事件
巣鴨子供置き去り事件（すがもこどもおきざりじけん）は東京都豊島区西巣鴨一丁目で1988年に発覚した保護責任者遺棄事件。父親が蒸発後、母親も4人の子を置いて家を出ていき、金銭的な援助等を続けていたとはいえ実質ネグレクト状態に置いた。

## 経緯
- 1973年頃、長男（第一子）誕生。
- 1979年頃、長男の父親が蒸発。その後長男が就学年齢に達しても就学通知が来ず、母親が役所を訪ねると長男の父親が婚姻届と出生届を出していなかったことが判明する。
- 1981年頃、長女（第二子）誕生。以後、子供は自宅で出産し出生届は出されなかった。
- 1984年頃、次男（第三子）が生まれるが、生後間もなく死亡。
- 1985年頃、次女（第四子）誕生。
- 1986年頃、三女（第五子）誕生。
- 1987年秋頃、恋人と同棲するために母親が兄弟の世話を、第一子の長男に任せ家を出る。母親は生活費として数万円を送金し、時折様子を見に来ていた。
- 1988年
  - 4月、三女（当時2歳）が泣き止まないことに怒った長男の遊び友達らから、押入れの上から何度も三女の上に飛び降りるなどの暴行を続け三女死亡。
  - 7月17日、大家から不良の溜まり場になっているとの通報を受け巣鴨署員がマンションの部屋を調べたところ、白骨化した乳児（次男）の遺体と、長男（推定14歳～15歳。以下同）、長女（7歳）、次女（3歳）の3人が発見され、保護された。親の姿はなかった。
  - 18日、長女と次女は衰弱していたため福祉事務所に預けられた。
  - 長男から事情を聞くも、あいまいな点が多かった。また長女の供述から、長男がきょうだいの面倒を見ていたらしいことが分かった。長男らはコンビニ弁当などのジャンクフードで生活していたため、栄養失調に陥っていた。
  - 子供たちはいずれも出生届が出されていなかった。長男は昼間ぶらぶらしていることが多く、不審に思った大人たちから「どこの小学校に行っているの？」と聞かれると、常に「立教小学校」と答えていた。母親からそのように答えるよう指導されていたとのこと。
  - 23日、テレビのニュースで事件を知った母親が出頭。母親の証言から、9ヶ月前に家を出ていたこと、三女の行方が知れないことが判明。
  - 25日、長男の証言により、三女は死亡しており、遺体は秩父市内の雑木林に埋められたことが分かる。
  - 8月、母親が保護責任者遺棄致死の罪で逮捕・起訴され、のちに懲役3年執行猶予4年の有罪判決を受けた。長男は三女の死に関わっていたとされ、傷害致死ならびに死体遺棄で東京家庭裁判所に送致された後、状況を考慮され養護施設に送られた。
- 事件後、長女と次女は母親に引き取られた。朝日新聞土曜版「映画の旅人」によると長男は学生生活を送り直し生徒会長にまでなったという。その後母親と会うことは一度もなかったらしい。